# Sc Heerenveen in het seizoen 2023/24 (vrouwen)
Het seizoen 2023/2024 is het 17e jaar in het bestaan van de Heerenveense vrouwenploeg van sc Heerenveen. De club komt uit in de Eredivisie en doet mee aan het toernooi om de KNVB beker.

## Selectie en technische staf

### Selectie
| Nr.             | Nat.               | Naam                   | Competitie  | Competitie  | Beker       | Beker       | Eredivisie Cup | Eredivisie Cup | Totaal      | Totaal      | Seizoen bij Sc Heerenveen | Vorige club         | Contract     |             |             |             |             |
| Nr.             | Nat.               | Naam                   | W           | Goal        | W           | Goal        | W              | Goal           | W           | Goal        | Seizoen bij Sc Heerenveen | Vorige club         | Contract     |             |             |             |             |
| Doelvrouwen     | Doelvrouwen        | Doelvrouwen            | Doelvrouwen | Doelvrouwen | Doelvrouwen | Doelvrouwen | Doelvrouwen    | Doelvrouwen    | Doelvrouwen | Doelvrouwen | Doelvrouwen               | Doelvrouwen         | Doelvrouwen  | Doelvrouwen | Doelvrouwen | Doelvrouwen | Doelvrouwen |
| --------------- | ------------------ | ---------------------- | ----------- | ----------- | ----------- | ----------- | -------------- | -------------- | ----------- | ----------- | ------------------------- | ------------------- | ------------ | ----------- | ----------- | ----------- | ----------- |
| 1               | Vlag van Nederland | Jasmijn Resink         | 22          | 0           | 2           | 0           | 0              | 0              | 24          | 0           | 2e                        | Excelsior Rotterdam | 30 juni 2025 |             |             |             |             |
| 13              | Vlag van Nederland | Ilse van Rheenen       | 0           | 0           | 0           | 0           | 0              | 0              | 0           | 0           | 3e                        | Jeugd               | 30 juni 2025 |             |             |             |             |
| 21              | Vlag van Nederland | Minke van Hoef         | 0           | 0           | 0           | 0           | 0              | 0              | 0           | 0           | 1e                        | Jeugd               | Contractloos |             |             |             |             |
| Verdedigsters   |                    |                        |             |             |             |             |                |                |             |             |                           |                     |              |             |             |             |             |
| 2               | Vlag van Nederland | Dewi Snippe            | 22          | 4           | 2           | 0           | 0              | 0              | 24          | 4           | 2e                        | Jeugd               | 30 juni 2025 |             |             |             |             |
| 3               | Vlag van Nederland | Fenna Meijer           | 13          | 0           | 2           | 0           | 0              | 0              | 15          | 0           | 3e                        | Jeugd               | 30 juni 2025 |             |             |             |             |
| 4               | Vlag van Nederland | Merel Bormans          | 20          | 0           | 2           | 0           | 0              | 0              | 22          | 0           | 3e                        | Jeugd               | 30 juni 2024 |             |             |             |             |
| 5               | Vlag van Nederland | Iris Teijema           | 19          | 1           | 2           | 0           | 0              | 0              | 21          | 1           | 3e                        | Jeugd               | 30 juni 2025 |             |             |             |             |
| 6               | Vlag van Nederland | Chantal Schouwstra     | 21          | 0           | 2           | 0           | 0              | 0              | 23          | 0           | 1e                        | FC Carl Zeiss Jena  | 30 juni 2024 |             |             |             |             |
| 12              | Vlag van Nederland | Tara Kommer            | 10          | 0           | 0           | 0           | 0              | 0              | 10          | 0           | 1e                        | PEC Zwolle          | 30 juni 2024 |             |             |             |             |
| 14              | Vlag van Nederland | Elize van Vilsteren    | 22          | 0           | 2           | 0           | 0              | 0              | 24          | 0           | 3e                        | Jeugd               | 30 juni 2025 |             |             |             |             |
| 23              | Vlag van Nederland | Hester Algra           | 15          | 0           | 1           | 0           | 0              | 0              | 16          | 0           | 1e                        | Jeugd               | 30 juni 2025 |             |             |             |             |
| 25              | Vlag van Nederland | Pippa Zwart            | 0           | 0           | 0           | 0           | 0              | 0              | 0           | 0           | 1e                        | Jeugd               | Contractloos |             |             |             |             |
| 27              | Vlag van Nederland | Jip Kappetein          | 0           | 0           | 0           | 0           | 0              | 0              | 0           | 0           | 2e                        | Jeugd               | Contractloos |             |             |             |             |
| 28              | Vlag van Nederland | Eva Bruijnes           | 0           | 0           | 0           | 0           | 0              | 0              | 0           | 0           | 2e                        | Jeugd               | Contractloos |             |             |             |             |
| 29              | Vlag van Nederland | Marjolein Smit         | 3           | 0           | 1           | 0           | 0              | 0              | 4           | 0           | 1e                        | Jeugd               | Contractloos |             |             |             |             |
| Middenveldsters |                    |                        |             |             |             |             |                |                |             |             |                           |                     |              |             |             |             |             |
| 10              | Vlag van Nederland | Jet van Beijeren       | 22          | 1           | 2           | 1           | 0              | 0              | 24          | 2           | 3e                        | Jeugd               | 30 juni 2024 |             |             |             |             |
| 15              | Vlag van Nederland | Zoë Brouwer            | 3           | 0           | 0           | 0           | 0              | 0              | 3           | 0           | 1e                        | VV Alkmaar          | 30 juni 2024 |             |             |             |             |
| 16              | Vlag van Nederland | Ana Nassette           | 21          | 0           | 2           | 0           | 0              | 0              | 23          | 0           | 1e                        | PEC Zwolle          | 30 juni 2025 |             |             |             |             |
| 17              | Vlag van Nederland | Danisha Theocharis     | 0           | 0           | 0           | 0           | 0              | 0              | 0           | 0           | 1e                        | Jeugd               | 30 juni 2024 |             |             |             |             |
| 20              | Vlag van Nederland | Loyce Speelman         | 0           | 0           | 0           | 0           | 0              | 0              | 0           | 0           | 1e                        | PEC Zwolle          | Ontbonden    |             |             |             |             |
| 22              | Vlag van Nederland | Bernice Thurkow        | 3           | 0           | 2           | 0           | 0              | 0              | 5           | 0           | 2e                        | Jeugd               | 30 juni 2024 |             |             |             |             |
| 36              | Vlag van Nederland | Juanita Biegbudu       | 2           | 0           | 1           | 0           | 0              | 0              | 3           | 0           | 2e                        | Jeugd               | Contractloos |             |             |             |             |
| 38              | Vlag van Nederland | Ashlee Hiemstra        | 0           | 0           | 0           | 0           | 0              | 0              | 0           | 0           | 1e                        | Jeugd               | Contractloos |             |             |             |             |
| ?               | Vlag van Nederland | Jasmijn van der Heijde | 0           | 0           | 0           | 0           | 0              | 0              | 0           | 0           | 1e                        | VV Alkmaar          | Ontbonden    |             |             |             |             |
| ?               | Vlag van Nederland | Minke Lalkens          | 0           | 0           | 0           | 0           | 0              | 0              | 0           | 0           | 2e                        | Jeugd               | 30 juni 2024 |             |             |             |             |
| ?               | Vlag van Nederland | Inez van der Veen      | 0           | 0           | 0           | 0           | 0              | 0              | 0           | 0           | 2e                        | Jeugd               | Contractloos |             |             |             |             |
| Aanvalsters     |                    |                        |             |             |             |             |                |                |             |             |                           |                     |              |             |             |             |             |
| 8               | Vlag van Nederland | Roos de Haas           | 2           | 0           | 0           | 0           | 0              | 0              | 2           | 0           | 2e                        | Jeugd               | 30 juni 2024 |             |             |             |             |
| 9               | Vlag van Nederland | Janneke Ennema         | 22          | 5           | 2           | 1           | 0              | 0              | 24          | 6           | 2e                        | Jeugd               | 30 juni 2024 |             |             |             |             |
| 11              | Vlag van Nederland | Lyanne Iedema          | 18          | 2           | 2           | 0           | 0              | 0              | 20          | 2           | 2e                        | Jeugd               | 30 juni 2024 |             |             |             |             |
| 18              | Vlag van Nederland | Lisanne Dik            | 10          | 1           | 0           | 0           | 0              | 0              | 10          | 1           | 1e                        | Jeugd               | 30 juni 2024 |             |             |             |             |
| 24              | Vlag van Nederland | Demi Werther           | 20          | 1           | 2           | 0           | 0              | 0              | 22          | 1           | 1e                        | Jeugd               | 30 juni 2025 |             |             |             |             |
| 30              | Vlag van Frankrijk | Amber Faber            | 0           | 0           | 0           | 0           | 0              | 0              | 0           | 0           | 1e                        | Jeugd               | Contractloos |             |             |             |             |
| 32              | Vlag van Nederland | Sanne van der Velde    | 9           | 0           | 2           | 0           | 0              | 0              | 11          | 0           | 2e                        | Jeugd               | 30 juni 2024 |             |             |             |             |
| Nr.             | Nat.               | Naam                   | W           | Goal        | W           | Goal        | W              | Goal           | W           | Goal        | Seizoen bij Sc Heerenveen | Vorige club         | Contract     |             |             |             |             |
| Nr.             | Nat.               | Naam                   | Competitie  | Competitie  | Beker       | Beker       | Eredivisie Cup | Eredivisie Cup | Totaal      | Totaal      | Seizoen bij Sc Heerenveen | Vorige club         | Contract     |             |             |             |             |

### Legenda
| # | Reden                                          |
| - | ---------------------------------------------- |
|   | Heeft de club in het lopende seizoen verlaten. |

### Technische staf
| Naam           | Functie      |
| -------------- | ------------ |
| Hans Schrijver | Hoofdtrainer |

## Transfers

### Zomer

#### Aangetrokken 2023/24
| Nat.               | Naam                   | Van             | Contract     | Bijzonderheden |
| ------------------ | ---------------------- | --------------- | ------------ | -------------- |
| Vlag van Nederland | Zoë Brouwer            | VV Alkmaar      | 30 juni 2024 |                |
| Vlag van Nederland | Lisanne Dik            | ACV Assen       | 30 juni 2024 |                |
| Vlag van Nederland | Jasmijn van der Heijde | VV Alkmaar      | 30 juni 2024 |                |
| Vlag van Nederland | Tara Kommer            | PEC Zwolle      | 30 juni 2024 |                |
| Vlag van Nederland | Ana Nassette           | PEC Zwolle      | 30 juni 2024 |                |
| Vlag van Nederland | Chantal Schouwstra     | Carl Zeiss Jena | 30 juni 2024 |                |
| Vlag van Nederland | Loyce Speelman         | PEC Zwolle      | 30 juni 2024 |                |

#### Vertrokken 2023/24
| Nat.               | Naam                   | Naar       | Bijzonderheden |
| ------------------ | ---------------------- | ---------- | -------------- |
| Vlag van Nederland | Nayomi Buikema         | PEC Zwolle |                |
| Vlag van Nederland | Ricci Geenen           | Feyenoord  |                |
| Vlag van Nederland | Anouk de Groot         | SC Stiens  |                |
| Vlag van Nederland | Sanne de Goede         | ACV        |                |
| Vlag van Nederland | Jasmijn van der Heijde | DSS        |                |
| Vlag van Nederland | Amelie Hoendermis      | PEC Zwolle |                |
| Vlag van Nederland | Esther Makken          | ACV        |                |
| Vlag van Nederland | Nina Nijstad           | PSV        |                |
| Vlag van Nederland | Anna Ruiter            |            | Gestopt        |
| Vlag van Nederland | Dayna Schra            | Onbekend   |                |

### Winter

#### Aangetrokken 2023/24
| Nat. | Naam | Van | Bijzonderheden |
| ---- | ---- | --- | -------------- |
|      |      |     |                |

#### Vertrokken 2023/24
| Nat.               | Naam           | Naar | Bijzonderheden |
| ------------------ | -------------- | ---- | -------------- |
| Vlag van Nederland | Loyce Speelman |      | Gestopt        |

## Wedstrijdstatistieken

### Oefenwedstrijden
| Oefenwedstrijd 1                                                                       | Sc Heerenveen          | Onbekend         | PEC Zwolle                         | Opstelling Sc Heerenveen |
| 15 juli 2023 Aanvangstijd: 14.30 uur Plaats: Heerenveen Sportpark Skoatterwald         |                        |                  |                                    | Onbekend |
| Oefenwedstrijd 2                                                                       | Oud-Heverlee Leuven    | Onbekend         | Sc Heerenveen                      | Opstelling Sc Heerenveen |
| 21 juli 2023 Aanvangstijd: 14.30 uur Plaats: Cuijk Sportpark De Groenendijkse Kampen   |                        |                  |                                    | Onbekend |
| Oefenwedstrijd 3                                                                       | Sc Heerenveen          | 4 - 0            | SV Meppen                          | Opstelling Sc Heerenveen |
| 12 augustus 2023 Aanvangstijd: 14.30 uur Plaats: Heerenveen Sportpark Skoatterwald     |                        |                  |                                    | Onbekend |
| Oefenwedstrijd 4                                                                       | Sc Heerenveen          | Onbekend         | Ajax beloften                      | Opstelling Sc Heerenveen |
| 19 augustus 2023 Aanvangstijd: 13.30 uur Plaats: Bergum Sportcomplex Het Koningsland   |                        |                  |                                    | Onbekend |
| Oefenwedstrijd 5                                                                       | VV Eldenia             | Onbekend         | Sc Heerenveen                      | Opstelling Sc Heerenveen |
| 26 augustus 2023 Aanvangstijd: 14.30 Plaats: Arnhem Sportpark Elden                    |                        |                  |                                    | Onbekend |
| Oefenwedstrijd 6                                                                       | ACV                    | Onbekend         | Sc Heerenveen                      | Opstelling Sc Heerenveen |
| 29 augustus 2023 Aanvangstijd: nnb. Plaats: Assen Catawiki-Sportpark                   |                        |                  |                                    | Onbekend |
| Oefenwedstrijd 7                                                                       | Sc Heerenveen          | 4 - 0            | AZ                                 | Opstelling Sc Heerenveen |
| 2 september 2023 Aanvangstijd: 14.30 uur Plaats: Heerenveen Sportpark Skoatterwald     |                        |                  |                                    | Onbekend |
| Oefenwedstrijd 8                                                                       | ADO Den Haag           | 1 – 0            | Sc Heerenveen                      | Opstelling Sc Heerenveen |
| 8 september 2023 Aanvangstijd: 18:00 uur Plaats: Rijswijk Sportpark Prinses Irene      | Laura Dankelman 84'    | Wedstrijdverslag |                                    | Resink, van Vilsteren, Schouwstra, Bormans, Kommer, van Beijeren, Speelman, Dik, Nassette, Ennema, Iedema                                                                 |
| Oefenwedstrijd 7                                                                       | Bayer Leverkusen       | 2 – 1 (2 – 0)    | Sc Heerenveen                      | Opstelling Sc Heerenveen |
| 27 oktober 2023 Aanvangstijd: 16.00 uur Plaats: Leverkusen Leistungzentrum Kurtekotten | Verena Wieder 34', 40' | Wedstrijdverslag | 68' Janneke Ennema                 | Onbekend |
| Oefenwedstrijd 8                                                                       | Jong PSV               | 1 – 2 (1 – 0)    | Sc Heerenveen                      | Opstelling Sc Heerenveen |
| 12 januari 2024 Aanvangstijd: 18.00 uur Plaats: Eindhoven PSV Campus De Herdgang       | Onbekend               | Wedstrijdverslag | pen' Jet van Beijeren Aymee Altena | Resink, Teijema, Schouwstra, Bormans, Snippe, Algra, Van Vilsteren, Dik, Van Beijeren, Ennema, Iedema Invalsters: Van Rheenen, Thurkow, Nassette, Meijer, Werther, Altena |

### Eredivisie
|       | ADO Den Haag | Ajax  | AZ Alkmaar | Excelsior | Feyenoord | Fortuna Sittard | PEC Zwolle | PSV   | Telstar | FC Twente | FC Utrecht |
| ----- | ------------ | ----- | ---------- | --------- | --------- | --------------- | ---------- | ----- | ------- | --------- | ---------- |
| Thuis | 0 – 2        | 2 – 1 | 0 – 1      | 1 – 0     | 0 – 2     | 0 – 0           | 0 – 2      | 1 – 3 | 1 – 0   | 0 – 2     | 0 – 0      |
| Uit   | 0 – 1        | 5 – 1 | 1 – 2      | 2 – 1     | 0 – 0     | 4 – 0           | 2 – 2      | 5 – 0 | 2 – 1   | 3 – 2     | 1 – 0      |

| Speelronde 2                                                                                         | Sc Heerenveen                                                                            | 0 – 1 (0 – 0)    | AZ                                                                                           | Opstelling Sc Heerenveen |
| 15 september 2023 Aanvangstijd: 19.30 uur Plaats: Heerenveen Sportpark Skoatterwald                  | Tara Kommer 47'                                                                          | Wedstrijdverslag | 67' Floor Spaan 70' Karlijn Woons 83' Camie Mol 90+3' Bo op de Weegh                         | Resink, Snippe ( 80' Algra), Schouwstra, Bormans, Brouwer ( 61' Meijer), Kommer, Dik ( 80' Werther), Nasette ( 80' de Haas), Iedema ( 61' van Vilsteren), Ennema, van Beijeren              |
| Speelronde 3                                                                                         | FC Utrecht                                                                               | 1 – 0 (1 – 0)    | Sc Heerenveen                                                                                | Opstelling Sc Heerenveen |
| 1 oktober 2023 Aanvangstijd: 12.15 uur Plaats: Utrecht Sportcomplex Zoudenbalch                      | Eshly Bakker 19' (pen.)                                                                  | Wedstrijdverslag | 18' Chantal Schouwstra                                                                       | Resink, van Vilsteren, Bormans, Schouwstra ( 46' Brouwer), Algra ( 67' de Haas 79' Teijema), Kommer, Dik ( 75' Iedema), Nasette, Werther ( 46' Snippe), Ennema, van Beijeren                |
| Speelronde 4                                                                                         | Sc Heerenveen                                                                            | 0 – 2 (0 – 2)    | ADO Den Haag                                                                                 | Opstelling Sc Heerenveen |
| 8 oktober 2023 Aanvangstijd: 12.15 uur Plaats: Heerenveen Sportpark Skoatterwald                     | Tara Kommer 84' Chantal Schouwstra 90'                                                   | Wedstrijdverslag | 2' Manon van Raay 35' Lobke Loonen 73' Vanessa Susanna 82' Bo Vonk                           | Resink, Van Vilsteren ( 46' Algra), Schouwstra, Bormans, Brouwer ( 45+2' Snippe), Kommer, Dik, Nasette ( 68' Teijema, Iedema ( 68' Werther), Ennema, van Beijeren                           |
| Speelronde 6                                                                                         | Feyenoord                                                                                | 0 – 0 (0 – 0)    | Sc Heerenveen                                                                                | Opstelling Sc Heerenveen |
| 20 oktober 2023 Aanvangstijd: 19.30 uur Plaats: Rotterdam Sportcomplex Varkenoord                    |                                                                                          | Wedstrijdverslag |                                                                                              | Resink, Van Vilsteren, Schouwstra, Bormans, Teijema ( 86' Algra), Kommer, Dik ( 46' Iedema), Nasette ( 80' Werther), Snippe, Ennema, Van Beijeren                                           |
| Speelronde 7                                                                                         | Sc Heerenveen                                                                            | 0 – 2 (0 – 0)    | PEC Zwolle                                                                                   | Opstelling Sc Heerenveen |
| 4 november 2023 Aanvangstijd: 14.00 uur Plaats: Heerenveen Sportpark Skoatterwald                    | Janneke Ennema 34' Lisanne Dik 85'                                                       | Wedstrijdverslag | 82' 90+5' Bo van Egmond 88' Britt Udink 90+3' Tara te Wierik                                 | Resink, Snippe, Van Vilsteren, Bormans, Kommer, Schouwstra, Nassette, Dik, Iedema ( 69' Werther), Ennema, Van Beijeren                                                                      |
| Speelronde 8                                                                                         | Sc Heerenveen                                                                            | 1 – 0 (1 – 0)    | Telstar                                                                                      | Opstelling Sc Heerenveen |
| 10 november 2023 Aanvangstijd: 19.30 uur Plaats: Heerenveen Sportpark Skoatterwald                   | Lisanne Dik 28' Demi Werther 66' Hester Algra 77' Lyanne Iedema 83'                      | Wedstrijdverslag | 30' Jannette van Belen 90' Mila Lagcher 90' Elise Meijerink                                  | Resink, Snippe, Algra, Bormans, Kommer, Schouwstra, Nassette, Dik ( 72' Iedema), Werther ( 89' Van Vilsteren), Ennema, Van Beijeren                                                         |
| Speelronde 9                                                                                         | Fortuna Sittard                                                                          | 4 – 0 (1 – 0)    | Sc Heerenveen                                                                                | Opstelling Sc Heerenveen |
| 17 november 2023 Aanvangstijd: 19.30 uur Plaats: Sittard Fortuna Sittard Stadion                     | Hildur Antonsdottir 30' Delacauw 47' Tessa Wullaert 56' Jarne Teulings 85'               | Wedstrijdverslag |                                                                                              | Resink, Algra, Teijema, Van Vilsteren, Bormans, Kommer, Schouwstra, Nassette ( 78' Iedema), Werther ( 81' Snippe), Ennema, Van Beijeren                                                     |
| Speelronde 10                                                                                        | Sc Heerenveen                                                                            | 1 – 3 (0 – 2)    | PSV                                                                                          | Opstelling Sc Heerenveen |
| 25 november 2023 Aanvangstijd: 14.00 uur Plaats: Heerenveen Sportpark Skoatterwald                   | Dewi Snippe 90+1'                                                                        | Wedstrijdverslag | 7' Joëlle Smits 8' Chimera Ripa 54' Melanie Bross                                            | Resink, Algra ( 68' Snippe), Teijema, Bormans, Kommer, Schouwstra, Nassette, Werther, Iedema ( 68' Van Vilsteren), Ennema, Van Beijeren                                                     |
| Speelronde 11                                                                                        | Excelsior Rotterdam                                                                      | 2 – 1 (0 – 1)    | Sc Heerenveen                                                                                | Opstelling Sc Heerenveen |
| 10 december 2023 Aanvangstijd: 12.15 uur Plaats: Krimpen aan de IJssel Sportpark Waalplantsoen       | Lieve van Vliet 25' Sabrine Ellouzi 71' Lynn Groenewegen 78'                             | Wedstrijdverslag | 29' Janneke Ennema 69' Iris Teijema 73' Tara Kommer                                          | Resink, Algra ( 77' Snippe), Teijema, Bormans, Kommer, Schouwstra, Nassette, Werther ( 77' Dik), Iedema ( 77' Van Vilsteren), Ennema, Van Beijeren                                          |
| Speelronde 1 (inhaalduel)                                                                            | FC Twente                                                                                | 3 – 2 (2 – 2)    | Sc Heerenveen                                                                                | Opstelling Sc Heerenveen |
| 17 december 2023 Aanvangstijd: 16.45 uur Plaats: Enschede Sportpark Schreurserve                     | Leonie Vliek 12' Taylor Ziemer 33', 53' Wieke Kaptein 87'                                | Wedstrijdverslag | 23' Janneke Ennema 34' Lyanne Iedema                                                         | Resink, Algra, Bormans, Schouwstra, Teijema, Snippe, Nassette ( 46' Werther ( 86' Kommer), Van Vilsteren, Iedema, Ennema, Van Beijeren                                                      |
| Speelronde 13                                                                                        | PEC Zwolle                                                                               | 2 – 2 (2 – 1)    | Sc Heerenveen                                                                                | Opstelling Sc Heerenveen |
| 28 januari 2024 Aanvangstijd: 14.30 uur Plaats: Zwolle Sportpark de Vegtlust                         | Zoë Zuidberg 7' Nayomi Buikema 17' Jasmijn Dijsselhof 35' Mayke Lindner 55'              | Wedstrijdverslag | 39' Janneke Ennema 48' Dewi Snippe 62' Lyanne Iedema 80' Jet van Beijeren 82' Janneke Ennema | Resink, Algra ( 66' Dik), Bormans, Schouwstra, Teijema ( 46' Meijer), Snippe, Nassette, Van Vilsteren, Iedema ( 66' Werther), Ennema, Van Beijeren                                          |
| Speelronde 12 (inhaalduel)                                                                           | sc Heerenveen                                                                            | 0 – 2 (0 – 1)    | FC Twente                                                                                    | Opstelling sc Heerenveen |
| 31 januari 2024 Aanvangstijd: 19:30 uur Plaats: Heerenveen Sportpark Skoatterwâld                    |                                                                                          | Wedstrijdverslag | 30' Danique van Ginkel 88' Leonie Vliek                                                      | Resink, Van Vilsteren, Bormans, Meijer ( 72' Teijema), Schouwstra, Van Beijeren, Nassette ( 83' Van der Velde), Snippe, Ennema, Iedema, Werther ( 72' Dik)                                  |
| Speelronde 14                                                                                        | sc Heerenveen                                                                            | 0 – 0 (0 – 0)    | FC Utrecht                                                                                   | Opstelling sc Heerenveen |
| 4 februari 2024 Aanvangstijd: 12:15 uur Plaats: Heerenveen Sportpark Skoatterwâld                    | Bernice Thurkow 65'                                                                      | Wedstrijdverslag | 39' Sophie Cobussen                                                                          | Resink, Thurkow ( 79' Van Vilsteren), Meijer, Schouwstra, Teijema, Snippe, Van Beijeren, Nassette, Snippe, Van der Velde, Iedema ( 85' Dik), Ennema                                         |
| Speelronde 14                                                                                        | sc Heerenveen                                                                            | 0 – 0 (0 – 0)    | Fortuna Sittard                                                                              | Opstelling sc Heerenveen |
| 11 februari 2024 Aanvangstijd: 16:45 uur Plaats: Heerenveen Sportpark Skoatterwâld                   | Jet van Beijeren 40' Chantal Schouwstra 90+3'                                            | Wedstrijdverslag | 71' Anna Knol                                                                                | Resink, Van Vilsteren, Bormans ( 77' Thurkow), Meijer, Schouwstra, Snippe, Algra ( 62' Van der Velde), Van Beijeren, Nassette ( 89' Teijema), Iedema ( 77' Werther), Ennema                 |
| Speelronde 5 (inhaalduel)                                                                            | Ajax                                                                                     | 5 – 1 (3 – 0)    | sc Heerenveen                                                                                | Opstelling sc Heerenveen |
| 14 februari 2024 Aanvangstijd: 19.30 uur Plaats: Amsterdam Sportpark De Toekomst Toeschouwers: 2,000 | Romée Leuchter 13', 18' Danique Noordman 16' Tiny Hoekstra 81' Sherida Spitse 90' (pen.) | Wedstrijdverslag | 85' Iris Teijema                                                                             | Resink, Van Vilsteren ( 86' Biegbudu), Bormans, Meijer ( 70' Thurkow), Schouwstra, Snippe ( 70' Teijema), Algra ( 70' Van der Velde), Van Beijeren, Nassette, Iedema ( 70' Werther), Ennema |
| Speelronde 16                                                                                        | Telstar                                                                                  | 2 – 1 (1 – 0)    | sc Heerenveen                                                                                | Opstelling sc Heerenveen |
| 3 maart 2024 Aanvangstijd: 16.45 uur Plaats: Velsen-Zuid 711 Stadion                                 | Isa Gomez 19', 81'                                                                       | Wedstrijdverslag | 18' Fenna Meijer 51' Dewi Snippe                                                             | Resink, Van Vilsteren, Bormans, Meijer, Teijema, Algra, Van Beijeren, Nassette, Ennema, Snippe, Werther ( 73' Schouwstra)                                                                   |
| Speelronde 17                                                                                        | sc Heerenveen                                                                            | 1 – 0 (0 – 0)    | Excelsior                                                                                    | Opstelling sc Heerenveen |
| 9 maart 2024 Aanvangstijd: 16.30 uur Plaats: Heerenveen Sportpark Skoatterwald                       | Janneke Ennema 55' Jet van Beijeren 73'                                                  | Wedstrijdverslag | 53' Sabrine Ellouzi 70' Rachel Kleine                                                        | Resink, Van Vilsteren, Bormans, Meijer, Teijema, Schouwstra, Van Beijeren, Van der Velde ( 79' Algra), Ennema, Iedema, Snippe ( 83' Werther)                                                |
| Speelronde 19                                                                                        | sc Heerenveen                                                                            | 2 – 1 (0 – 1)    | Ajax                                                                                         | Opstelling sc Heerenveen |
| 31 maart 2024 Aanvangstijd: 14.30 uur Plaats: Heerenveen Sportpark Skoatterwald                      | Janneke Ennema 52' Lyanne Iedema 58' Merel Bormans 74' Sanne van der Velde 90+4'         | Wedstrijdverslag | 28' Tiny Hoekstra                                                                            | Resink, Van Vilsteren, Meijer, Bormans, Teijema, Nassette, Van Beijeren ( 59' Van der Velde), Algra ( 46' Schouwstra), Snippe, Ennema, Iedema ( 83' Werther)                                |
| Speelronde 18 (inhaalduel)                                                                           | ADO Den Haag                                                                             | 0 – 1 (0 – 0)    | sc Heerenveen                                                                                | Opstelling sc Heerenveen |
| 14 april 2024 Aanvangstijd: 12.15 uur Plaats: Den Haag Bingoal Stadion                               | Lysanne van der Wal 67'                                                                  | Wedstrijdverslag | 56' Jet van Beijeren 90' Chantal Schouwstra                                                  | Resink, Van Vilsteren, Meijer, Bormans, Teijema, Nassette, Van Beijeren, Schouwstra, Snippe, Ennema ( 82' Algra), Iedema                                                                    |
| Speelronde 20                                                                                        | PSV                                                                                      | 5 – 0 (2 – 0)    | sc Heerenveen                                                                                | Opstelling sc Heerenveen |
| 20 april 2024 Aanvangstijd: 16.30 uur Plaats: Eindhoven PSV Campus De Herdgang                       | Joëlle Smits 3' Nina Nijstad 26' Fleur Stoit 46' Indiah-Page Riley 53' Melanie Bross 79' | Wedstrijdverslag |                                                                                              | Resink, Van Vilsteren, Meijer, Bormans, Teijema ( 87' Biegbudu), Nassette ( 64' Van der Velde), Van Beijeren, Schouwstra, Snippe ( 87' Smit), Ennema, Iedema ( 64' Werther)                 |
| Speelronde 21                                                                                        | sc Heerenveen                                                                            | 0 – 2 (0 – 2)    | Feyenoord                                                                                    | Opstelling sc Heerenveen |
| 1 mei 2024 Aanvangstijd: 18.45 uur Plaats: Heerenveen Abe Lenstra Stadion                            | Elize van Vilsteren 73'                                                                  | Wedstrijdverslag | 4' Ella Van Kerkhoven 44' Esmee de Graaf 74' Amber Verspaget                                 | Resink, Van Vilsteren, Meijer, Bormans, Teijema, Nassette ( 74' Van der Velde), Van Beijeren, Schouwstra ( 85' Smit), Snippe, Ennema, Iedema ( 74' Iedema)                                  |
| Speelronde 22                                                                                        | AZ                                                                                       | 1 – 2 (0 – 0)    | sc Heerenveen                                                                                | Opstelling sc Heerenveen |
| 11 mei 2024 Aanvangstijd: 16.30 uur Plaats: Wijdewormer AFAS Trainingscomplex                        | Romaissa Boukakar 54'                                                                    | Wedstrijdverslag | 67' Dewi Snippe 69' Ana Nassette 90+6' Demi Werther                                          | Resink, Van Vilsteren, Meijer, Schouwstra, Teijema, Werther, Nassette, Van Beijeren ( 87' Smit), Snippe, Iedema ( 57' Van der Velde), Ennema                                                |

### KNVB Beker
| Achtste Finales                                                                    | sc Heerenveen                           | 2 – 1 (1 – 0)    | PSV              | Opstelling sc Heerenveen |
| 18 februari 2024 Aanvangstijd: 14:30 uur Plaats: Heerenveen Sportpark Skoatterwald | Janneke Ennema 36' Jet van Beijeren 86' | Wedstrijdverslag | 69' Chimera Ripa | Resink, Thurkow ( 46' Schouwstra), Bormans, Meijer, Teijema, Algra, Van der Velde ( 82' Van Vilsteren), Werther ( 82' Nassette), Van Beijeren, Iedema ( 46' Snippe), Ennema                |
| Kwartfinale                                                                        | Excelsior                               | 2 – 0 (0 – 0)    | sc Heerenveen    | Opstelling sc Heerenveen |
| 17 maart 2024 Aanvangstijd: 16:45 uur Plaats: Rotterdam Van Donge & De Roo Stadion | Katelyn Hendriks 46', 71'               | Wedstrijdverslag |                  | Resink, Van Vilsteren, Meijer ( 84' Smit), Bormans, Schouwstra ( 66' Nassette), Van der Velde ( 66' Thurkow), Van Beijeren, Teijema, Snippe ( 84' Biegbudu), Ennema, Iedema ( 66' Werther) |

## Statistieken Sc Heerenveen 2023/24

### Tussenstand Sc Heerenveen in de Nederlandse Eredivisie Vrouwen 2023/24
| Stand | Gespeeld | Gewonnen | Gelijk | Verloren | Punten | Doelpunten voor | Doelpunten tegen | Gele kaarten | Rode kaarten |
| ----- | -------- | -------- | ------ | -------- | ------ | --------------- | ---------------- | ------------ | ------------ |
| 10e   | 22       | 5        | 4      | 13       | 19     | 15              | 38               | 24           | 0            |

### Topscorers
| #              | Naam             | Goal |
| -------------- | ---------------- | ---- |
| 1.             | Janneke Ennema   | 5    |
| 2.             | Dewi Snippe      | 4    |
| 3.             | Lyanne Iedema    | 2    |
| 4.             | Jet van Beijeren | 1    |
| 4.             | Lisanne Dik      | 1    |
| 4.             | Iris Teijema     | 1    |
| 4.             | Demi Werther     | 1    |
| Eigen doelpunt |                  |      |
|                |                  |      |
| Totaal         | Totaal           | 15   |

| #      | Naam             | Goal |
| ------ | ---------------- | ---- |
| 1.     | Jet van Beijeren | 1    |
| 1.     | Janneke Ennema   | 1    |
| Totaal | Totaal           | 2    |

| #      | Naam             | Goal |
| ------ | ---------------- | ---- |
| 1.     | Aymee Altena     | 1    |
| 1.     | Jet van Beijeren | 1    |
| 1.     | Janneke Ennema   | 1    |
|        | Onbekend         |      |
| Totaal | Totaal           | 3    |

### Kaarten
| #            | Naam                | Kreeg geel |
| ------------ | ------------------- | ---------- |
| 1.           | Chantal Schouwstra  | 4          |
| 2.           | Jet van Beijeren    | 3          |
| 2.           | Tara Kommer         | 3          |
| 4.           | Janneke Ennema      | 2          |
| 4.           | Lyanne Iedema       | 2          |
| 6.           | Hester Algra        | 1          |
| 6.           | Merel Bormans       | 1          |
| 6.           | Lisanne Dik         | 1          |
| 6.           | Fenna Meijer        | 1          |
| 6.           | Ana Nassette        | 1          |
| 6.           | Iris Teijema        | 1          |
| 6.           | Bernice Thurkow     | 1          |
| 6.           | Sanne van der Velde | 1          |
| 6.           | Elize van Vilsteren | 1          |
| Demi Werther |                     |            |
| Totaal       | Totaal              | 24         |

| #      | Naam   | Kreeg voor de tweede keer geel en dus rood |
| ------ | ------ | ------------------------------------------ |
| –      |        | 0                                          |
| Totaal | Totaal | 0                                          |

| #      | Naam   | Weggestuurd |
| ------ | ------ | ----------- |
| 1.     |        |             |
| Totaal | Totaal | '           |

## Voetnoten
ADO Den Haag · 
Ajax · 
AZ · 
Excelsior · 
Feyenoord · 
Fortuna Sittard · 
sc Heerenveen · 
PEC Zwolle · 
PSV · 
Telstar · 
FC Twente · 
FC Utrecht